# 루마니아 국립도서관

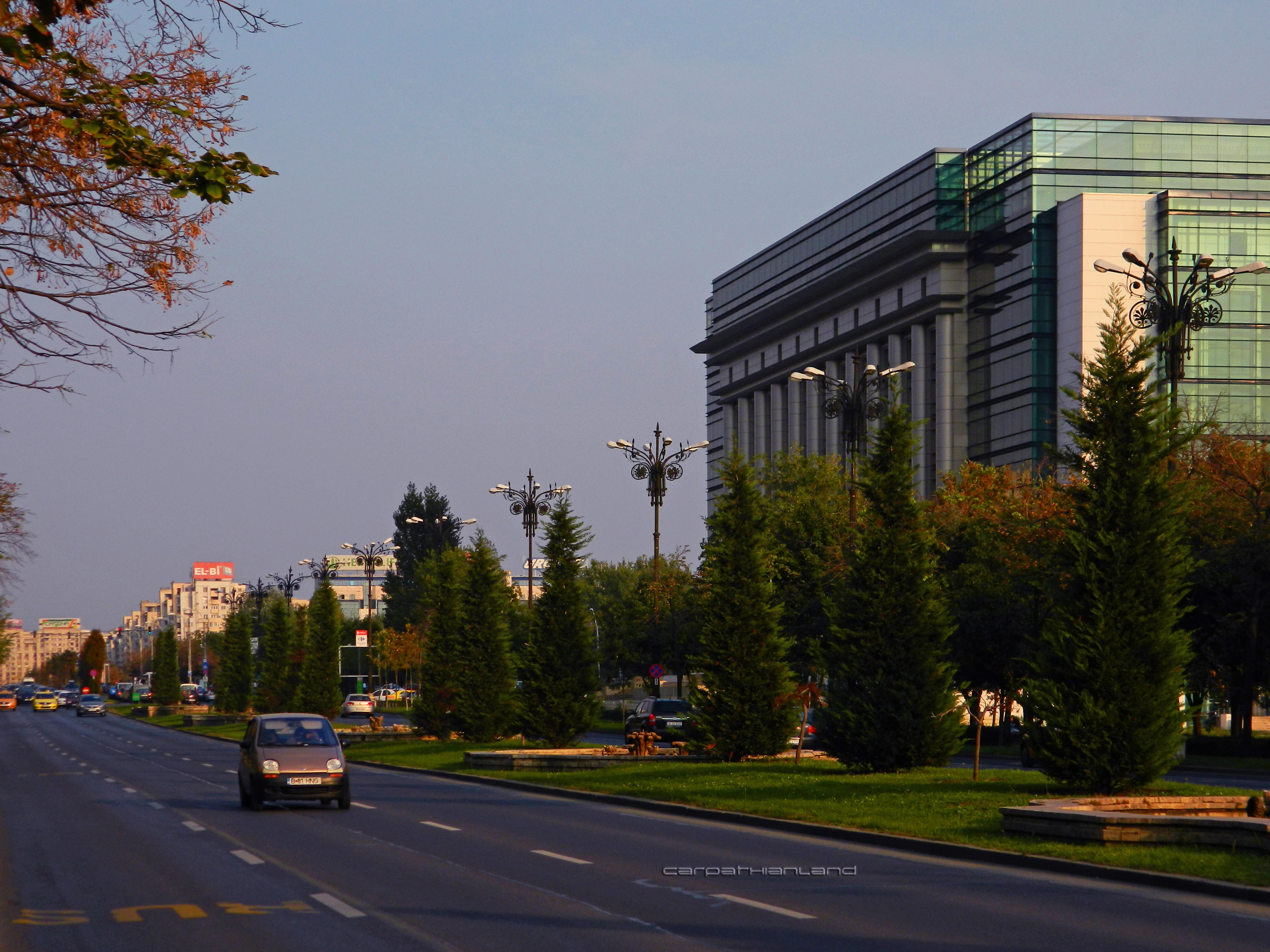

루마니아 국립도서관(루마니아어: Biblioteca Națională a României)은 루마니아 부쿠레슈티에 위치한 국립도서관이다.